# Pedro Vidal Gómez
Pedro Nolasco Vidal Gómez (Santiago, 31 de enero de 1790 - Valparaíso, 30 de abril de 1856) fue un militar y político chileno.

## Biografía
Hijo de Manuel Bernardo Vidal de Moa y de Eduvigis Gómez y Jofré de Loayza.
Estuvo casado con Bernarda Crespo, de origen uruguayo, con quien tuvo varios hijos.

## Vida militar
Al estallar la revolución de la Independencia, en 1810, se enroló en el ejército patriota. En 1812 era alférez en el cuerpo de artillería; perteneció al ejército de los hermanos Carrera. 
En 1813, con el grado de teniente, fue enviado a Talca contra las fuerzas del general Antonio Pareja y se batió en San Carlos. Después hizo las campañas de Concepción y Talcahuano, con el general José Miguel Carrera. 
Fue comandante general de armas de Concepción. Concurrió, bajo el mando de Bernardo O'Higgins, a las acciones de Quito y Tres Montes y a la batalla de Quechereguas, el 8 de marzo de 1814. No concurrió a Rancagua, por encontrarse bajo el mando de José Miguel Carrera. 
Después del desastre de Rancagua en 1814, se fue a Mendoza y de allí a Buenos Aires y Montevideo, hasta el año 1819. En este viaje conoció a la que sería su esposa, en Uruguay.
Fue llamado a Chile por Bernardo O'Higgins, reducido a prisión por “carrerino” y mandado de nuevo a Montevideo. En 1833 ascendió a teniente coronel y se le encomendó el mando de una brigada de artillería cívica en Santiago. 

## Vida política
Fue, en dos periodos, regidor de la municipalidad de Santiago de Chile. Fundador de la Sociedad Nacional de Agricultura y director de la Caja de Ahorros. 
Miembro del pipiolismo, fue elegido Diputado por Itata en 1824. En 1837 volvió al Congreso, esta vez representando a Santiago, escaño por el cual fue reelecto en 1840. Diputado por San Felipe en 1843. En este período integró la Comisión permanente de Guerra y Marina.
Fue Vicepresidente de la Cámara de Diputados en 1842-1843 y presidente de la misma en diciembre de 1842 y junio de 1846.
El 8 de abril de 1848 fue nombrado ministro de Guerra y Marina, bajo la administración de Manuel Bulnes. En el gobierno de Manuel Montt ocupó el mismo cargo, como subrogante, en octubre de 1851 y en propiedad el 13 de enero de 1853 hasta 1856.
En 1846 fue elegido Diputado por Linares, y posteriormente por Chillán en 1849, 1852 y 1855. En estos cuatro períodos estuvo integrando la Comisión permanente de Hacienda, Agricultura, Arte y Minería y la de Guerra y Marina. Presidió la Cámara de Diputados en 1852. Alcanzó a incorporarse en 1855, pero falleció, siendo reemplazado por el suplente, Gaspar del Río Peña.